# KBS 초록동요제
초록동요제는 1984년에 시작되어 2016년에 폐지한 동요대회이다.
1984년부터 1993년까지는 ‘가족동요 창작 경연 대회’였고, 1995년부터 초록동요제가 시작되었다.
녹화는 4월 하순에 진행되었고, 방송은 어린이날에 맞춰 KBS 1TV에서 방송되었다.

## 가족동요 창작 경연 대회
소년동아일보와 서울 기독교청년회에서 공동으로 주최하였다. 참가대상은 초등학생 자녀가 있는 가족이었고, 작사와 작곡을 모두 가족 구성원이 해야 하며 초등학생이 반드시 참여해야 했다. 노래부를 때에는 친척과 학교 선생님이 같이 참여하는 것도 가능했다.
- 1984년 (제 1 회): 총 응모작 651편[3]
  - 최고상 - 최윤정 작사 작곡,〈숲속의 음악회〉
  - 금상 - 정재훈 작사 정경아 작곡, 〈숲속의 합창〉
  - 은상 - 서종남 작사 김경하 작곡, <방글방글 생글생글>
  - 은상 - 김지영 작사 작곡, <봄노래>
  - 동상 - 이중화 작사 작곡, <고요한 밤에>
  - 동상 - 최신혜 작사 작곡, <봄동산>
  - 동상 - 우동희 작사 이순정 작곡, <새야 새야>
  - 장려상 - 소옥원 작사 윤수진 작곡, <소낙비>
  - 장려상 - 이순우 작사 이상명 작곡, <시골길>
  - 장려상 - 안  윤 작사 안상부 작곡, <언니별 나의별>
  - 장려상 - 남영신 작사 작곡, <정다운 친구>
  - 장려상 - 오성원 작사 임정옥 작곡, <학교 가는 길>
- 1985년 (제 2 회): 총 응모작 1,116편
  - 최고상 - 김현주 작사 작곡, 〈귀여운 아가〉
  - 금상 - 주준호 작사 최정희 작곡, 〈파란 풀잎〉
  - 은상 - 장성광 작사 작곡, 〈4계절〉
  - 은상 - 박성훈 작사 박영국 작곡, 〈5월〉
  - 동상 - 현소영 작사 현소혜 작곡, 〈구름〉
  - 동상 - 원소영 작사 작곡, 〈푸른하늘〉
- 1986년 (제 3 회): 총 응모작 1,333편[4]
  - 최우수상 - 나 성 작사 김석곤 작곡[5], 〈우주선〉
  - 금상 - 이호택 작사 김인희 작곡, 〈봄날〉
  - 금상 - 김경윤 작사 김영걸 작곡, 〈아빠손〉
  - 금상 - 구미영 작사 작곡, 〈즐거운 노래〉
  - 은상 - 이지민 작사 이남교 작곡, 〈고국하늘〉
  - 은상 - 양정윤 작사 작곡, 〈구름〉
  - 은상 - 이윤주 작사 작곡, 〈꿈속의 나라〉
  - 은상 - 전혜란 작사 작곡, 〈금동산 꽃동산〉
  - 은상 - 여윤희 작사 작곡, 〈봄의 그림〉
  - 동상 - 류한나 작사 작곡, 〈꼭꼭 숨어라〉
  - 동상 - 송은정 작사 작곡, 〈구름〉
  - 동상 - 김숙현 작사 작곡, 〈구슬비〉
  - 동상 - 이건민 작사 작곡, 〈내동생〉
  - 동상 - 이정애 작사 정승원 작곡, 〈무지개빛 저 언덕〉
  - 동상 - 고경미 작사 작곡, 〈봄바람〉
  - 동상 - 이준호 작사 이인옥 작곡, 〈파란 하늘〉
  - 우수상 - 이향원 작사 이웅부 작곡, 〈대한어린이〉
  - 우수상 - 박은종 작사 작곡, 〈미술시간〉
- 1987년 (제 4 회): 총 응모작 1,064편
  - 최우수상 - 권혜원 작사 권혜영 작곡, <비의 속삭임>
  - 금상 - 공미네 작사 작곡, 〈가로수 언덕길〉
  - 금상 - 강유경 작사 작곡, 〈웃음소리〉
  - 은상 - 채웅석 작사 작곡, 〈이슬방울〉
  - 은상 - 정두현 작사 작곡, 〈무지개〉
  - 은상 - 윤민옥 작사 작곡, 〈숲 속 음악회〉
- 1988년 (제 5 회): 총 응모작 1,066편[6]
  - 대상 - 김향숙 작사 신혜련 작곡, <친구>
  - 금상 - 한지웅 작사 한수성 작곡, 〈연 날리기〉
  - 금상 - 김진완 작사 도은숙 작곡, 〈봄빛 손님〉
  - 은상 - 김성은 작사 작곡, 〈비 오는 날〉
  - 은상 - 박성훈 작사 송정자 작곡, 〈세상은 이웃〉
  - 은상 - 장종우 작사 작곡, 〈종〉
  - 동상 - 황윤정 작사 유용희 작곡,〈봄〉
  - 동상 - 이주영 작사 이덕영 작곡,〈꽃구름〉
  - 동상 - 김지훈 작사 작곡,〈밝은 태양〉
  - 동상 - 김선영 작사 김선경 작곡,〈이슬비〉
  - 동상 - 구교숙 작사 작곡,〈봄이 오는 소리〉
  - 장려상 - 안유진 작사 안호철 작곡,〈고향바다〉
  - 장려상 - 윤세일 작사 윤남근 작곡,〈꿈동무〉
  - 장려상 - 정  한 작사 황옥희 작곡,〈바다〉
  - 장려상 - 홍재희 작사 작곡,〈봄〉
  - 장려상 - 김수영 작사 작곡,〈금수강산〉
  - 장려상 - 박승철 작사 박원철 작곡,〈봄님을 불러요〉
  - 장려상 - 오정현 작사 오정수 작곡,〈우리는 꿈나무〉
  - 장려상 - 김진하 작사 이윤주 작곡,〈우릴 부른다〉
  - 장려상 - 김희진 작사 작곡,〈일기장〉
- 1989년 (제 6 회): 총 응모작 1,061편
  - 최우수상 - 안유진 작사 안호철 작곡, <참 좋은 우리집>
  - 금상 - 최준식 작사 홍명의 작곡, 〈우리들의 하이킹〉
  - 금상 - 황보영애 작사 최정아 작곡, <별  >
  - 은상 - 정춘랑 작사 최유리 작곡, 〈봄뜰에서〉
  - 은상 - 박  진 작사 작곡, 〈아기 귀뚜라미〉
  - 은상 - 주진희 작사 박양숙 작곡, 〈청개구리〉
  - 동상 - 한지웅 작사 한수성 작곡,〈우리마을 잔칫날〉
  - 동상 - 이희영 작사 이현주 작곡,〈원두막〉
  - 동상 - 하나선 작사 작곡,〈꿈의 나라로〉
  - 동상 - 진은혜 작사 작곡,〈학교 가는 길〉
  - 동상 - 김진완 작사 도은숙 작곡,〈아기방〉
  - 장려상 - 박성훈 작사 박영국 작곡,〈외할머니댁〉
  - 장려상 - 김선미 작사 작곡,〈음악시간〉
  - 장려상 - 권재승 작사 작곡,〈버들 강아지〉
  - 장려상 - 김하나 작사 김남삼 작곡,〈구름 가족〉
  - 장려상 - 안보형 작사 작곡,〈잔디밭〉
  - 장려상 - 김혜진 작사 작곡,〈키재기〉
  - 장려상 - 기다린 작사 나성희 작곡,〈이슬〉
  - 장려상 - 이동원 작사 황경자 작곡,〈물의 이야기〉
- 1990년 (제 7 회): 총 응모작 1,242편
  - 대상 - 김남삼 작곡, <장미꽃>
- 1991년 (제 8 회): 총 응모작 1,404편
  - 서울기독교청년회(서울YMCA), 삼성그룹, KBS가 공동으로 개최하였다. 총 1천 4백여 곡 응모[7]
  - 대상 - 온가족 합동 작사 김민정 작곡, <엉터리 노래 가족>
  - 금상 - 채열원 작사 작곡, 〈무지개〉
  - 금상 - 한상우 작사 이선녀 작곡, <까치와 소나무>
  - 은상 - 박형빈 작사 박재연 작곡, 〈나의 생활〉
  - 은상 - 신계수 작사 이  빈작곡, 〈그네〉
  - 은상 - 전이곤 작사 전미정 작곡, 〈바람개비〉
  - 동상 - 김혜신 작사 김인수 작곡,〈진달래꽃〉
  - 동상 - 양정은 작사 양인석 작곡,〈미소〉
  - 동상 - 노자성 작사 노태섭 작곡,〈달나라 옥토끼〉
  - 동상 - 김미선 작사 이순희 작곡,〈고향 구름〉
  - 동상 - 김주연 작사 작곡,〈시계 아저씨〉
  - 장려상 - 서  린 작사 서  활 작곡,〈두부찌개〉
  - 장려상 - 조인경 작사 작곡,〈한마음 한뜻으로〉
  - 장려상 - 임잔디 작사 작곡,〈연필〉
  - 장려상 - 김용설 작사 김상수 작곡,〈이슬〉
  - 장려상 - 최연경 작사 작곡,〈무지개〉
  - 장려상 - 김미경 작사 김미정 작곡,〈파란풍선〉
  - 장려상 - 주윤민 작사 나기연 작곡,〈우리 어머니〉
  - 장려상 - 김찬석 작사 김지은 작곡,〈바닷가에서〉
  - 장려상 - 오한빛 작사 작곡,〈감〉
- 1992년 (제 9 회): 총 응모작 961편
  - 서울기독교청년회(서울YMCA), 삼성그룹과 KBS가 공동으로 개최하였다.
  - 대상 - 류한얼 작사 정금자 작곡, <자전거 가족>
  - 금상 - 전미현 작사 전재홍 작곡, <봄님과 눈꽃>
  - 금상 - 이나영 작사 이덕기 작곡, <밤 비>
  - 은상 - 육동훈 작사 작곡, <꽃 길>
  - 은상 - 문성빈 작사 작곡, <즐거운 소풍길>
  - 은상 - 정계은 작사 작곡, <봄소식>
  - 동상 - 정금숙 작사 박호근 작곡, <봄의 친구>
  - 동상 - 서장원 작사 송요순 작곡, <고향>
  - 동상 - 김수민 작사 김수정 작곡, <아이는>
  - 동상 - 최애리 작사 최영미 작곡, <사과나무>
  - 동상 - 주민아 작사 홍정희 작곡, <즐거운 봄>
  - 장려상 - 강세현 작사 이경희 작곡, <별>
  - 장려상 - 김주호 작사 윤은경 작곡, <봄>
  - 장려상 - 이정미 작사 작곡, <어머니>
  - 장려상 - 성하림 작사 성지영 작곡, <봄>
  - 장려상 - 홍성연 작사 홍성표 작곡, <비온 날>
  - 장려상 - 강  웅 작사 작곡, <동생의 봄>
  - 장려상 - 신보나 작사 신보영 작곡, <즐거운 교실>
  - 장려상 - 김미영 작사 황유숙 작곡, <꽃잔치>
  - 장려상 - 이재영 작사 작곡, <소나기 그치고>

## 가족동요제
KBS와 삼성그룹이 공동으로 개최하였다. 제목에 '창작'이 빠졌을 뿐, 기존 대회와 똑같다.
- 1993년 (93 KBS 가족동요제): 창작650여 곡 응모.[8][9]
  - 대상 - 노아람 가족, 〈사랑을 만들어요〉

가족동요제는 한 번 만 제작하였고, KBS가 1993년에 예산 문제로 KBS 대학가요축제 및  노래는 내친구를 폐지한 뒤 KBS 창작동요대회와 마찬가지로 더 이상 제작되지 않았다.

## 초록동요제
삼성전자와 서울기독교청년회(서울YMCA)에서 공동으로 주최하며, KBS와 문화체육관광부가 후원을 하여 개최되었으므로 상단의 KBS 초록동요제라는 명칭은 적합하지 않다. KBS가 방송할 때에도 방송국 이름을 붙이지 않은 채로 '초록동요제라'는 제목으로만 방송했다. 가족이 아닌 어린이 개인이 창작곡이 아닌 기존 동요를 부르는 경연대회로, 제1~9회의 가족동요창작경연대회 이후 2년여를 쉬고 1995년부터 2015년까지 진행되었다. 서울기독교청년회(서울YMCA)가 주최하지 않은 93 KBS 가족동요제는 횟수에 포함하지 않는다. 2016년부터 공동 주최이자 후원사인 삼성전자에서 잠정적 후원 중단을 결정하며 행사가 취소되더니, 2017년에도 행사가 진행되지 않아, 초록동요제는 결국 2015년 제30회를 끝으로 사실상 폐지 수순을 밟게 되었다.
- 1995년 (제 10 회) : 총 참가팀 412팀
  - 대상(문화체육부장관상) : 독창 - 안준섭(서울계남국교 5) <산새잔치 들새잔치>
  - 최우수상 : 독창 - 고기량(제주서국교 6) <친구와 함께라면>
  - 최우수상 : 중창 - 이은주 외 6명(서울창신국교 5) <우리 작은 손으로>
  - 최우수상 : 가족중창 - 한승헌 가족(제주인화국교 6) <나뭇잎 배>
  - 우수상 : 독창 - 김민경(청주중앙국교 5) <모래성>
  - 우수상 : 중창 - 정연주 외 3명(동춘천국교 6) <숲속의 아침>
  - 우수상, 특별상 : 가족중창 - 김줄 가족(춘천오탄국교 3) <숲속을 걸어요>
  - 장려상 : 독창 - 김치영(광주문화국교 5) <새싹들이다>
  - 장려상 : 독창 - 김하늬(부산동래국교 5) <새싹>
  - 장려상 : 독창 - 신민아(원주일산국교 6) <안개>
  - 장려상 : 독창 - 정지원(서울가동국교 3) <아이들이 그리는 세상>
  - 장려상 : 중창 - 김경진 외 2명(창원내동국교 5) <우정의 짝지들>
  - 장려상 : 중창 - 김상미 외 2명(서울경복국교 5) <종달새>
  - 장려상 : 중창 - 이지연 외 8명(청주중앙국교 5) <어린이노래>
  - 장려상 : 중창 - 최루리 외 7명(신제주국교 6) <잠자리 가족>
  - 장려상 : 중창 - 최빛나 외 11명(광주기산국교 5) <아름다운 동화의 나라로>
  - 장려상 : 가족중창 - 강태헌 가족(청주봉명국교 4) <아이들이 그리는 세상>
  - 장려상 : 가족중창 - 박성준 가족(광주영주국교 3) <아기염소>
  - 장려상 : 가족중창 - 윤수정 가족(서울창경국교 3) <고향의 봄>
  - 장려상 : 가족중창 - 이은혁 가족(오산성호국교 3) <방울꽃>
- 1996년 (제 11 회): 총 참가팀
  - 대상(문화체육부장관상) : 중창 - 장세희 외 10명(서울노원초교 5) <봄오는 소리>
  - 최우수상 : 독창 - 이기선(서울신우초교 4) <내가 제일 좋아하는 말>
  - 최우수상 : 중창 - 김범준 외 9명(부산고운노래부르기모임) <우리는 세상에>
  - 최우수상 : 가족중창 - 강세원 외 3명(제주서귀중앙초교 5) <이렇게 살아갈래요>
  - 우수상 : 독창 - 강보연(제주서귀중앙초교 5) <노을지는 강가에서>
  - 우수상 : 독창 - 한정은(경남동부초교 5) <싱그런 아침>
  - 우수상 : 독창 - 박현정(강원 근화초교 6) <꿀벌의 여행>
  - 우수상 : 독창 - 이가은(전북군산제일초교 4) <봄>
  - 우수상 : 독창 - 남한나(충북모충초교 5) <노을지는 풍경>
  - 우수상 : 중창 - 김명진 외 5명(강원북삼초교 5) <어린이답게>
  - 우수상 : 중창 - 정선옥 외 6명(충북석교초교 6) <바다>
  - 우수상 : 중창 - 이남권 외 6명(신제주초교 6) <카시오페아>
  - 우수상 : 가족중창 - 최병민 가족(강원오탄초교 5) <과수원길>
  - 우수상 : 가족중창 - 조지원 가족(전남교대부속초교 3) <연날리기>
  - 우수상 : 가족중창 - 이승숙 가족(충북남성초교 6) <둥근달>
  - 우수상 : 가족중창 - 이미선 가족(서울) <새싹들이다>
- 1997년 (제 12 회)
  - 대상(문화체육부장관상) : 독창 - 신상훈(경인초교 5) <그리운 언덕>
  - 최우수상 : 독창 - 최다영(대성초교 5) <시골하루>
  - 최우수상 : 중창 - 이선주, 김영지, 김원경, 한은정, 박계라, 박선혜(남성초교 6) <초가삼간>
  - 우수상 : 독창 - 최준호(송천초교 6) <하나가 되자>
  - 우수상 : 독창 - 심영국(후평초교 5) <친구와 함께라면>
  - 우수상 : 독창 - 김수진(초량초교 4) <아이들이 그리는 세상>
  - 우수상 : 독창 - 강세원(동광초교 6) <자연의 소리>
  - 우수상 : 중창 - 윤은혜, 이기선, 윤은지, 김재연, 정혜연, 김유진, 신수정, 서현선(신우초교 5) <노래하는 숲속>
  - 우수상 : 중창 - 이하늬, 임소리, 하승희, 안미림, 진보람, 송혜선(송천초교 6) <오솔길>
  - 우수상 : 중창 - 정고운, 박미란, 김재희(후평초교 6) <청소당번>
  - 우수상 : 중창 - 고은애, 오명란, 이경자, 안현숙, 윤혜원, 송세라, 김나래, 김매현, 윤혜인, 선시아, 최유경, 현유리(옥산초교 2) <숲속의 아침>
  - 우수상 : 중창 - 한지현, 황다솜, 양민영, 장보한, 김상희, 정유민, 문혜경, 문지현, 박혜미(동광초교 6) <누가누가 잠자나>
- 1998년 (제 13 회)

(내용 정보 없음.)
- 1999년 (제 14 회)

(내용 정보 없음.)
- 2000년 (제 15 회)
  - [독창부문]
    - 대상(문화체육부장관상) : 정윤혜(대전 성천초교 4) <비 개인 하늘>
    - 최우수상 : 김우건(부산 부흥초교 5) <그리운 언덕>
    - 우수상 : 이은시(남춘천초교 5) <내 작은 손으로>
    - 우수상 : 김아름(전주서원초교 5) <행복이 가득한 나라>
    - 우수상 : 김현진(서울공릉초교 5) <윷놀이>
    - 우수상 : 조은혜(안산상록초교 5) <마음과 마음이>

  - [중창부문]
    - 대상(문화체육부장관상) : 유수빈, 강희진, 이운기, 김소영, 이아인, 최혜령, 이유나, 김빛나, 강지영, 유수빈, 조예진, 홍샛별, 전다슬 <나무의 노래>
    - 최우수상 : 김다운, 김아름, 김윤경, 이율희, 정소은, 조운경, 이재언 <나의 방>
    - 우수상 : 이주희, 조문리, 이다혜, 신예린, 김도영, 이민아, 강문정, 전예원, 박혜연, 이주희, 이선아 <월드컵코리아 환영의 노래>
    - 우수상 : 신희석, 김예희, 배도현, 이유리, 황혜린, 이인화 <봄바람 등을 타고>
    - 우수상 : 김우리, 최종휴, 한유라, 최수지, 최고은, 박소연, 김지연, 최무늬, 조은미, 박용한, 김현승, 민희정 <우리 작은 손으로>

  - 지도교사상 : 김동욱
- 2001년 (제 16 회)
  - [독창부문]
    - 대상(문화체육부장관상) : 김민희(안양 부흥초교 6) <초가삼간>
    - 최우수상 : 조운경(전주 북초교 5) <솔바람>

  - [중창부문]
    - 대상(문화체육부장관상) : 임주영 가족(임쌍용, 김은숙, 임주영, 임주원, 임영은, 김봉순, 김은자, 정주예, 정주현, 유인신), <우리 집>
    - 최우수상 : 윤국희 가족(윤무웅, 강순희, 최현자, 윤국희, 윤국화, 강옥녀, 강아람), <들꽃 친구>
- 2002년 (제 17 회)
  - [독창부문]
    - 대상(문화체육부장관상) : 윤나효 <꿈의 세상>
    - 최우수상 : 사공빈 <그리운 내 동무>
    - 우수상 : 조운형 <우리집은 동물원>
    - 우수상 : 김민진 <낮에 나온 반달>
    - 우수상 : 최규리 <함 들어오는 날>
    - 우수상 : 신  양 <초록별에 사는 친구들>

  - [가족중창부문]
    - 대상(문화체육부장관상) : 장유진 외 8명 <어린이 나라>
    - 최우수상 : 박성현 외 3명 <청소당번>
    - 우수상 : 조운형 외 9명 <우리집은 동물원>
    - 우수상 : 최원진 외 9명 <오솔길>
    - 우수상 : 이소진 외 9명 <반갑습니다>
    - 우수상 : 이태림 외 5명 <노래로 세상을 아름답게>

2003년부터 KBS가 제작에 참여하여, KBS 1TV에서 방송하였다.
- 2003년 (제 18 회)
  - [독창부문]
    - 대상(문화체육부장관상) : 조연정 <구름>
    - 최우수상 : 이규임 <풀꽃의 말>
    - 우수상 : 김수진 <종이배>
    - 우수상 : 나채린 <내 작은 손으로>
    - 우수상 : 김지훈 <우리 풀꽃>
    - 우수상 : 이다경 <나의 친구 아빠>

  - [가족중창부문]
    - 대상(문화체육부장관상) : 전상준 가족 <오늘은 즐거운 날>
    - 최우수상 : 박은지 가족 <오빠생각>
    - 우수상 : 강성훈 가족 <새로운 발견>
    - 우수상 : 이은지 가족 <잔디밭>
    - 우수상 : 현인준 가족 <윷놀이>
    - 우수상 : 김연서 가족 <나무의 노래>

- 2004년 (제 19 회) - 녹화: 2004. 5. 1 (토) / 방송: 2004. 5. 5 (수)
  - 최우수상 - 소리물결 중창단, 〈목장의 노래〉
  - 대상 - 김현진, 〈모래성〉

- 2005년 (제 20 회) - 녹화: 2005. 7. 16 (토) / 방송: 2005. 7. 23 (토)
  - 최우수상 - 다현이네 가족, 〈노래로 세상을 아름답게〉
  - 대상 - 김효진, 〈파랑 색종이〉

- 2006년 (제 21 회) - 녹화: 2006. 4. 29 (토) / 방송: 2006. 5. 5 (금)
  - 최우수상 - 경민이네 가족, 〈배낭 여행〉
  - 대상 - 동그라미 중창단, 〈꼭꼭 숨어라!〉

- 2007년 (제 22 회) - 녹화: 2007. 4. 28 (토) / 방송: 2007. 5. 5 (토)
  - 최우수상 - 예본·은조·보해·지원이네 가족, 〈우리 집〉
  - 대상 - 동요 친구들, 〈"넌 할 수 있어!" 라고 말해주세요.〉

- 2008년 (제 23 회) - 녹화: 2008. 4. 20 (일) / 방송: 2008. 5. 5 (월)
  - 최우수상 - 규현·정민이네 가족, 〈이 세상의 모든 것 다 주고 싶어!〉
  - 대상 - 동요 드림, 〈고추 잠자리〉

- 2009년 (제 24 회) - 녹화: 2009. 4. 26 (일) / 방송: 2009. 5. 5 (화)
  - 최우수상 - 효연·내혁·해원이네 가족, 〈사랑해요, 고마워요, 말해 볼래요!〉
  - 대상 - 축복의 아이들, 〈잘 자랄게요.〉

- 2010년 (제 25 회) - 녹화: 2010. 4. 24 (토) / 방송: 2010. 5. 5 (수)
  - 진행 - 가애란 아나운서 外
  - 최우수상 - 해수·성빈·예현이네 가족, 〈나무 가족〉
  - 대상 - 노래마을 아이들, 〈엄마는 사랑을 만드는 요술쟁이〉

- 2011년 (제 26 회) - 녹화: 2011. 4. 23 (토) / 방송: 2011. 5. 5 (목)
  - 최우수상 - 병훈·다영·정빈·주은·도연이네 가족, 〈날 수 있다면〉
  - 대상 - 신용산 중창단, 〈비 개인 뒤 만난 친구들〉

- 2012년 (제 27 회) - 녹화: 2012. 4. 21 (토) / 방송: 2012. 5. 5 (토)
  - 최우수상 - 서영·선율·지민이네 가족, 〈나의 커다란 나무〉
  - 대상 - 꿈을 그리는 소리 요정, 〈신나는 여행〉

- 2013년 (제 28 회) - 녹화: 2013. 4. 27 (토) / 방송: 2013. 5. 5 (일)
  - 최우수상 - 호준·태은·채은이네 가족, 〈사랑의 마음으로〉
  - 대상 - 늘해랑 중창단, 〈함께 걸어요.〉

- 2014년 (제 29 회) - 녹화 : 2014. 4. 19 (토) / 방송: 2014. 5. 5 (월)
  - 최우수상 - 아람불휘 중창단(경기 중창 대표) <왜 이렇게 덥지?>
  - 대상 -  쓰레여, 소정, 미의, 정빈이네(영남 가족 대표) <노래로 세상을 아름답게>

- 2015년 (제 30 회) - 녹화 : 2015. 4. 18 (토) / 방송: 2015. 5. 5 (화)
  - 최우수상 - 풀빛아이 중창단(강원 중창 대표) <뱃살통통, 꼬리 통통! 시골쥐>
  - 대상 - 채윤, 환미, 채원, 유경이네 가족(경기 가족 대표) <무지갯빛 하모니>

## 같이 보기
국내
- KBS 대학가요축제
- 누가누가 잘하나
- KBS 창작동요대회
- MBC 창작동요제
- EBS 고운노래발표회
- 서덕출 창작동요제
- 고향의 봄 창작동요제
- 국악동요제
- 성남 박태현 전국 창작동요제
- 용인시 창작동요제
- 유니세프 국제어린이음악제 한국예선